# Тральщики типу «Яскулка»
Тральщики типу «Яскулка» (пол. Trałowce typu Jaskółka) шість тральщиків ВМС Польщі, побудованих у 1930-х роках. Це були перші морські військові кораблі польського виробництва. Всі вони були названі на честь птахів, тому тип отримав прізвисько: пташки. 

## Конструкція
Тип «Яскулка» мав універсальну конструкцію, який дозволяв кораблям служити в ролі тральщика, малого мінного загороджувача або мислмивця за підводними човнами.

## Служба
Першими тральщиками польського флоту були німецькі тральщики типу FM. Ці кораблі, побудовані під час завершальної стадії Першої світової війни та куплені Польщею на початку 20-х років, були вже зношені до 1930-х років, тому польський флот потребував заміни. Верф Модлін запропонувала проект нового типу тральщиків, який був прийнятий. Перші чотири кораблі цього класу були побудовані в Гдині та Модліні. Після того, як вони надійшли на озброєння, тральщики довели свою ефективність, тому в середині 30-х років було замовлено ще два.
Під час Другої світової війни ці тральщики взяли участь у обороні узбережжя. Чотири з шести було потоплено німецькою авіацією. Два уцілілих та два піднятих і відремонтованих кораблі були включені до складу Крігсмаріне,  а після завершення бойових дій повернуті Польщі. Останній представник типу, «Журав», перейменований на  «Компас», завершив службу як гідрографічне судно 1971 р.